# Bàn tay đen
Hội tay đen (Tiếng Serbia: Црна рука, Crna ruka) là một tổ chức khủng bố được thành lập vào ngày 10 tháng 6 năm 1910 tại Belgrade, Serbia. Tổ chức này tự đặt nhiệm vụ cho mình là chấm dứt ách thống trị của Đế quốc Áo-Hung tại Balkan và thống nhất dân thiểu số Serbia với dân tộc Serbia độc lập. Cũng chính tổ chức này đã gây ra vụ ám sát thái tử Áo-Hung Franz Ferdinand vào ngày 28 tháng 6 năm 1914 tại Sarajevo, Bosna và Hercegovina và vụ ám sát đó đã trở thành nguyên nhân trực tiếp của Chiến tranh thế giới thứ nhất.

## Sự thành lập và phương châm hoạt động

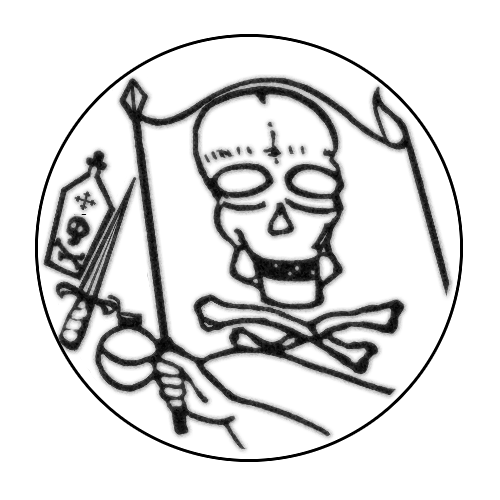
Dấu của tổ chức Bàn tay đen

Tổ chức Bàn tay đen thành lập vào ngày 10 tháng 6 năm 1910 tại Belgrad, Serbia. Cầm đầu tổ chức này là đại tá Dragutin Dimitrijević, bí danh là Apis. Ông vừa là người lãnh đạo tổ chức Bàn tay đen vừa là người chỉ huy quân lính trinh sát Serbia.
Phương châm của tổ chức này là "Thống nhất hay là chết" (Уједињење или смрт, Ujedinjenje ili smrt) còn trên dấu hiệu của tổ chức này vẽ hình một cái đầu lâu với hai khúc xương bắt chéo, bên cạnh là trái bom, con dao găm và thuốc độc và nhiệm vụ của tổ chức là thống nhất dân tộc thiểu số Serbia với dân tộc Serbia độc lập.

## Vụ ám sát thái tử Áo-Hung
Việc thái tử Áo-Hung Franz Ferdinand đến tham dự buổi tập trận của quân đội Áo-Hung tại Sarajevo, Bosna và Hercegovina gây nên sự bất mãn trong các thành viên của tổ chức này cộng với việc Franz Ferdinan lúc nào cũng ủng hộ việc mở rộng Đế quốc Áo-Hung khiến ông trở thành kẻ thù và mục tiêu của tổ chức này do đó ngày 28 tháng 6 năm 1914, 6 thành viên của tổ chức này trong đó có Gavrilo Princip, kẻ trực tiếp bắn chết thái tử Áo-Hung đã tham gia vào vụ ám sát này, gây nên một trong những vụ ám sát gây chấn động nhất thế giới thế kỷ 20, là nguyên nhân trực tiếp của Chiến tranh thế giới thứ nhất.